# الإمارات اليوم
الإمارات اليوم صحيفة إماراتية يومية بالقطع العالمي المصغر الجديد، تصدر عن مؤسسة دبي للإعلام في إمارة دبي  صدر العدد الأول منها في 19 سبتمبر 2005، وتركز في مجمل محتواها على الشأن المحلي والقضايا التي تهم القراء العرب في دولة الإمارات العربية المتحدة.

## تاريخ الصحيفة
نُشرت «الإمارات اليوم» لأول مرة في 20 سبتمبر 2005 م. حيث كان مالك الصحيفة آنذاك وناشرها هو المجموعة الإعلامية العربية حتى أكتوبر 2009 عندما أصبحت مؤسسة دبي للإعلام هي المالك والناشر الرسمي. إبراهيم شكر الله هو رئيس تحرير الصحيفة اليومية. إحدى الصحف الشقيقة لها هي صحيفة «إيمرتس 24/7»، وهي صحيفة يومية تصدر باللغة الإنجليزية.

## جوائز
- صنفت مجلة "فوربس - الشرق الأوسط" صحيفة "الإمارات اليوم" ثالث أكثر صحيفة قوةً في الوطن العربي عام 2011.[9]
- حصل الخط الساخن في صحيفة الإمارت اليوم على جائزة الإبداع كأفضل مبادرة للقطاع العام - فئة الإعلام في مؤتمر غوف ميديا لعام 2024 الذي أقيم في سنغافورة.[10]
- جائزة "أفضل مقال تم نشره في جريدة تصدر باللغة العربية" وذلك ضمن جوائز القرية العالمية للإعلام للموسم 26.[11]

## وصلة خارجية
- موقع الإمارات اليوم